# Sipho Gumede
Sipho Gumede (* 17. April 1952 in Cato Manor, Durban; † 26. Juli 2004 in Durban) war ein südafrikanischer Jazz- und Fusionmusiker (Bass, Gesang).

## Leben und Wirken
Gumede spielte als Kind Skiffle- und Kwelamusik auf einer selbstgebauten Gitarre und einer Penny Whistle. Im Alter von sechzehn Jahren lernte er von dem Jazzgitarristen Cyril Magubane die Grundlagen des Modern Jazz. Er wechselte zum Bass und spielte dann mit Dick Khoza und mit den Jazz Revellers. 1970 zog er nach Johannesburg, wo er mit Dennis Mphale und Cocky Tlhotlhalemaje in Isintu spielte und auf dem Piano Culo Music Festival auftrat. Auch nahm er mit Abdullah Ibrahim auf. Später ging er mit Gibson Kente auf Tournee, um dann mit Jabu Nkosi, Barney Rachabane, Duke Makasi, Dennis Mpale und Enoch Mtlelane die Fusionband Roots zu bilden. Gemeinsam mit Bheki Mseleku und Russell Herman gründete er dann Spirits Rejoice, die damals führende Fusionband Südafrikas. 1982 konzentrierte er sich mit Khaya Mahlangu darauf, afrikanische Musik in die Fusionmusik zu integrieren und gründete mit diesem und Mabi Thobejane die Band Sakhile, die mit Songs wie Mantombi bekannt wurde. Mit Harry Belafonte und Letta Mbulu ging er auf Tournee durch Nordamerika und in die Karibik. Anschließend spielte er mit Caiphus Semenya, Hugh Masekela, Jonas Gwangwa und Letta Mbulu im Musical Buwa, das in Simbabwe ebenso wie in Schweden aufgeführt wurde. 1987 trat er mit einem Teil dieser Musiker auf dem Montreux Jazz Festival auf und war mit Sakhile auf einer Europatournee. Seit Beginn der 1990er Jahre konzentrierte er sich auf seine Solokarriere. 1999 begleitete er den US-amerikanischen Pianisten Joe McBride auf einer Südafrika-Tournee und holte diesen und Andy Narell für sein Album New Era. Als Bassist war er neben Paul Hanmer, McCoy Mrubata, Errol Dyers und Frank Paco Mitglied der Sheer All Stars. Er nahm weiterhin mit Kippie Moeketsi, Stimela, Margaret Singane, Juluka, Winston Mankunku und Brenda Fassie auf.
Im Jahr 2000 zog Gumede nach KwaZulu-Natal zurück, wo er auch als Musikpädagoge tätig war und für junge Südafrikaner in den Townships auftrat.

## Preise und Auszeichnungen
1992 gewann sein Soloalbum Thank You for Listening einen OKTV Award als bestes afrikanisches Fusionalbum. 1995 erhielt er einen Johnny Walker Award für seinen Beitrag zur südafrikanischen Musik. Das mit Pops Mohamed eingespielte Album Kalamazoo 3 (2002) wurde für den South African Music Award (SAMA) als bestes traditionelles südafrikanisches Jazzalbum nominiert.

## Diskographische Hinweise
- Faces and Places (1985)
- Down Freedom Avenue (1993)
- Outernational Meltdown (1994)
- Ubuntu (1995)
- A Blues for My Mother (1998)
- New Era (2000)